# Tres Cantos
Tres Cantos község Spanyolországban, Madrid tartományban. Tres Cantos Madrid, Colmenar Viejo és Fuencarral-El Pardo községekkel határos. Lakosainak száma 52 932 fő (2024).

## Népesség
A település népessége az utóbbi években az alábbiak szerint változott:
| Lakosok száma | 36 598 | 38 882 | 40 014 | 41 064 | 41 302 | 42 546 | 46 046 | 47 722 | 50 187 | 52 932 |
|               | 2001   | 2004   | 2007   | 2009   | 2012   | 2014   | 2017   | 2019   | 2022   | 2024   |